# حوض شمال بحر الشمال

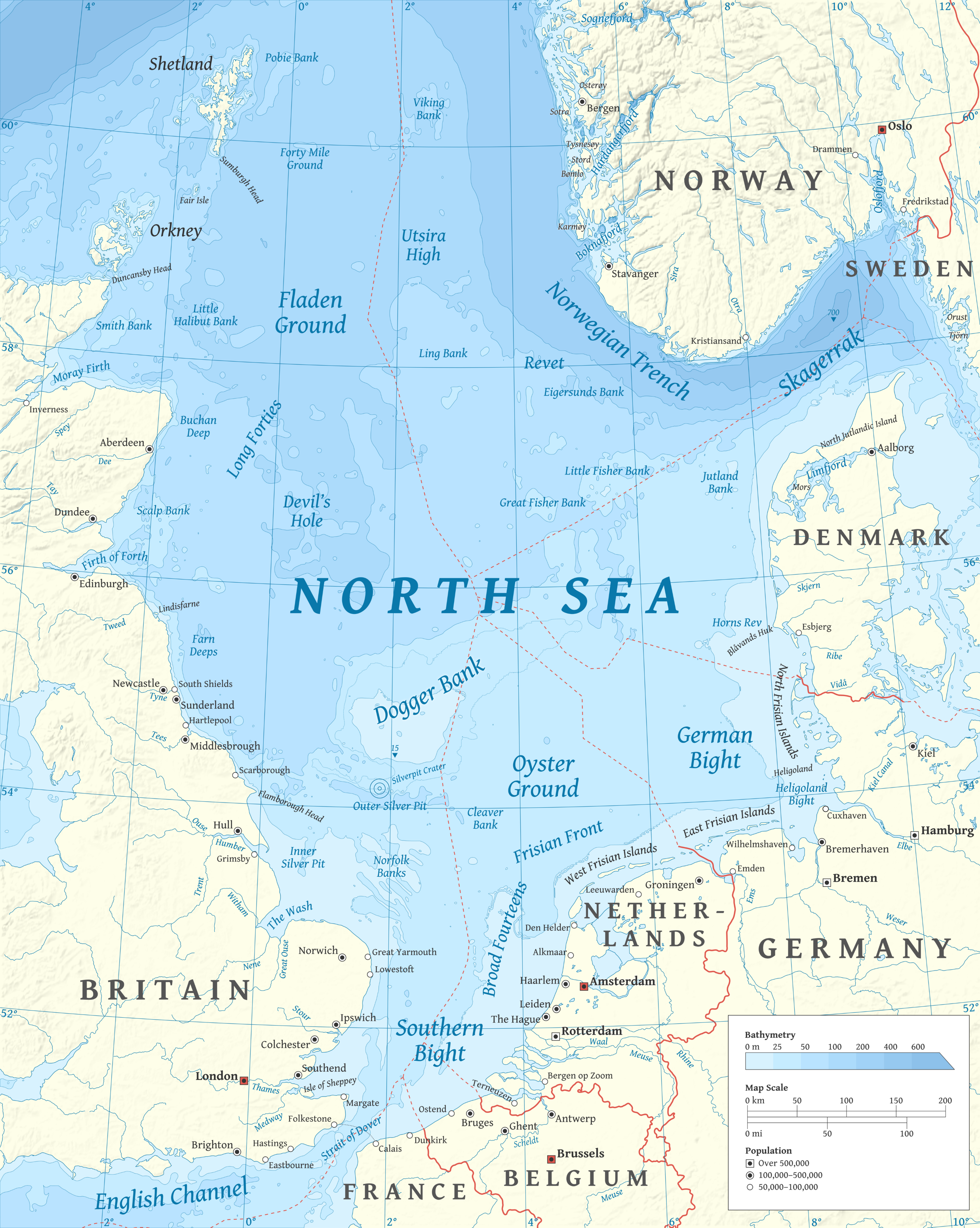
خريطة لشمال البحر

بحر الشمال جزء من المحيط الأطلسي في شمال أوروبا. تقع بين النرويج والدنمارك في الشرق واسكتلندا وإنجلترا في الغرب وألمانيا وهولندا وبلجيكا وفرنسا في الجنوب. تصف جيولوجيا بحر الشمال السمات الجيولوجية مثلالقنوات والخنادق والتلال والتاريخ الجيولوجي وتكتونية الصفائح والأحداث الجيولوجية التي خلقتهم. 
الحوض الجيولوجي هو منطقة منخفضة. وغالبا ما يكون تحت مستوى سطح البحر. عادة ما تتكون الترسبات من خلال العمليات التكتونية التي تعمل على الغلاف الصخري، مما يوفر «مساحة للسكن» للرواسب حتى يتم الحفاظ عليها. تتكوّن الأحواض في مجموعة متنوعة من الإعدادات التكتونية: الإمتدادية، والإنضغاطية
الأحواض الجيولوجية هي واحدة من الأماكن الأكثر شيوعا التي تجمع الرواسب. نوع الصخور التي تشكل هناك تحكي عن المناخ القديم للقارة. الجيولوجيا هي ذات أهمية لمنظمي النفط، الهيدرولوجيين وعلماء الحفريات. بدأ الإستكشاف في بحر الشمال في مايو 1964 عندما تم حفر البئر الأول وأصبحت المنطقة الآن واحدة من أكثر المقاطعات الهيدروكربونية غزارة في العالم. إجمالي الإحتياطيات القابلة للإسترداد التي تم العثور عليها حتى الآن، بما في ذلك المناطق المتاخمة للأرض، تبلغ أكثر من 100 مليار برميل منالنفط والغاز الطبيعي. 
من الناحية الجيولوجية، ينقسم بحر الشمال إلى أربعة أحواض رئيسية: الشمال، موراي فيرث، الوسطى، والجنوبية. لكل منها تاريخ جيولوجي طويل ومعقد مع تطورات هيكلية وطبقية فريدة مدفوعة بأحداث تكتونية على مدار الـ 400 مليون سنة الماضية. نظام شمال البحر "Paleorift"، بما في ذلك "Viking" و"Sogn graben"، هو منطقة واسعة تمتد من 150 إلى 200 كيلومتر تقريبًا من القشرة العلوية الممتدة مع الطبقات المحفوظة من ما قبل الترياسي إلى الثلث. يحدها منصة شتلاند إلى الغرب والبر الرئيسي النرويجي إلى الشرق. 

## مخطط تطوري
أهم الأحداث في التطور الجيولوجي لبحر الشمال كالتالي:
1. أحداث ما قبل العصر الكمبري- تشكيل المرتفعات وعناصر الطابق السفلي.
2. دورة صفيحة كالدونيان- أواخر العصر الكمبري إلى أواخر السيلوريان الأثيليني والأوكسجين كاليدونيا.
3. دورة لوحة Variscan - التصدع Devono-Carboniferous ، Variscan Orogeny ، وإنشاء Pangaea supercontinent.
4. الترس التاجي الترياسي والثغرات الحرارية- هبوط البرمائيات المتأخر في موراي فيرث والاتجاه الشرقي الغربي لحوض بيرميان.
5. النهضة العصر الجوراسي- تطوير رأس عمود عبور عابر يؤدي إلى تآكل وسط بحر الشمال، البراكين، ونظام الصدع اللاحق.
6. العصر الجوراسي المتأخر إلى أوائل التكتونيات الطباشيري- أدى إلى دوران كتل الصدع وتشكيل مصائد هيكلية كبرى داخل منطقة فايكنغ وجرابنز المركزية ومجاورتهما، على النقيض من المناطق الواقعة غرب شتلاند، تبعت مرحلة تطور الأحواض الامتدادية مرحلة من التراجع الحراري بعد الصدع في بحر الشمال خلال أواخر العصر الطباشيري والحقبة الحياة الحديثة.
7. تطور بقعة أيسلندا الساخنة وصدع شمال الأطلسي- خلال العصر الطباشيري، حلت بداية انتشار قاع البحر في شمال المحيط الأطلسي محل تكتونيات بحر الشمال.